# Partido Comunista de Abjasia
El Partido Comunista de Abjasia (en abjasio: Аҧсны Акомунисттә Апартиа; en georgiano: აფხაზეთის კომუნისტური პარტია) es un partido político en Abjasia. Su actual líder es Lev Shamba.
El PCA fue fundado con la demanda de una república soviética abjasia separada. Luego fue dirigido por Efem Eshba. Eshba había formado un comité revolucionario militar bolchevique en Sujumi en el verano de 1918. El grupo de Eshba exigía la integración directa de Abjasia en la Unión Soviética. Durante el período soviético, el PCA era parte del Partido Comunista de la Unión Soviética. En 1988, el PCA exigió la secesión de Abjasia.
Tras la caída de la Unión Soviética, el PCA fue refundado como partido independiente el 4 de marzo de 1995. En los años noventa, fue dirigida por Enver Kapba. Durante la primera elección presidencial de Abjasia, en 1999, apoyó al presidente Vladislav Ardzinba (que se presentó sin oposición). Durante la era de Ardzinba, funcionó como un partido de leal oposición.
El PCA mantiene estrechos contactos con grupos comunistas en Rusia. Está afiliado a la Unión de Partidos Comunistas - Partido Comunista de la Unión Soviética. Sin embargo, a diferencia de muchas de las otras organizaciones comunistas de la región, el PCA ha denunciado el legado político de Iósif Stalin.
El PCA planeó celebrar su octavo congreso el 30 de octubre de 2013, y Lev Shamba anunció que planeaba renunciar como líder, lo que había sido durante ocho años, pero aún era presidente cuando se cumplió el vigésimo aniversario del Partido en 2015.
El 29 de febrero de 2016, el partido se convirtió en miembro fundador del Consejo para la Unidad Nacional de la República de Abjasia, uniendo fuerzas políticas que no eran ni progubernamentales ni proopositoras.